# シュマージン諸島
シュマージン諸島（英語: Shumagin Islands）は、アメリカ合衆国アラスカ州のアラスカ半島南方にある20の島からなる諸島。行政上はアリューシャンズイースト郡に属する。

## 名称
名前は1741年のベーリングの探検のときの船乗りの一人にちなんでいる。

## 地理

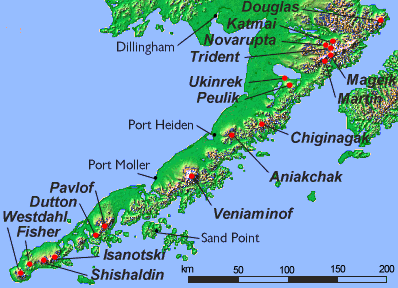
アラスカ半島周辺の地図。諸島最大の町Sand Pointが示されている。

北緯54度54分から55度20分、西経159度15分から160度45分に位置する。主要な島はウンガ島、ポポフ島、ナガイ島。最大の町はポポフ島にあるSand Pointで人口は約900人。